# Przemysłowo-Handlowe Zakłady Chemiczne Ludwik Spiess i Syn SA w Warszawie

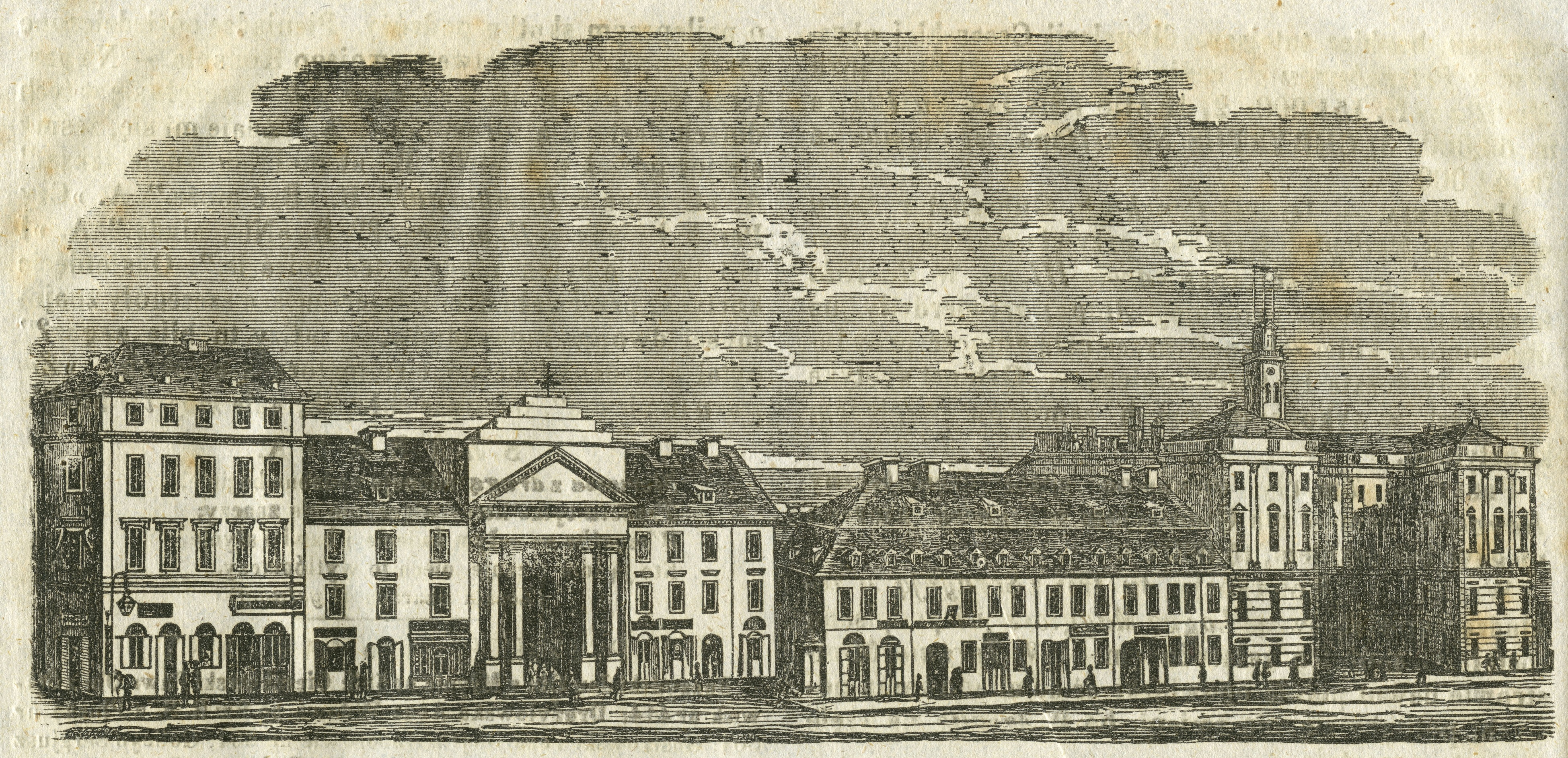
Fabryka lakierów i farb olejnych Ludwika Spiessa przy ulicy Senatorskiej

Przemysłowo-Handlowe Zakłady Chemiczne „Ludwik Spiess i Syn” SA w Warszawie – przedsiębiorstwo farmaceutyczne istniejące w latach 1823−1945 w Tarchominie k. Warszawy. Przez całe swoje istnienie przedsiębiorstwo należało w całości lub w części udziałów do rodziny Spiess. Po nacjonalizacji w 1945 utworzono na ich kanwie Tarchomińskie Zakłady Farmaceutyczne Polfa.

## Historia
Warszawski aptekarz Henryk Bogumir Spiess wraz ze wspólnikiem otworzył przy ul. Koziej skład apteczny „Spiess i Rakoczy”. Po spłaceniu udziałów przejął skład i rozpoczął produkcję leków.
W 1823 we wsi Tarchomin założył niewielką fabrykę octu winnego i estragonowego, która stanowiła filię warszawskiej fabryki Hirschmana. Dwadzieścia lat później zakład znacznie rozbudowano, wybudowano sekcję przemiału kości zwierzęcych, z których wytwarzano klej kostny, mączkę azotowo-fosforanową i nawozy sztuczne. Fabryka w szybkim czasie rozbudowała się tak bardzo, że stała się jednym z największych zakładów w Królestwie Polskim, który produkował nawozy sztuczne. Produkty były eksportowane do wielu krajów europejskich m.in. do Niemiec, Szwecji i Rosji (polskie rolnictwo było zacofane i lokalny rynek zbytu był mały). Od 1845 zakład produkował artykuły kosmetyczne n.in. puder do twarzy, proszek do zębów i wody kolońskie.
W 1860 świetnie prosperujący przeszedł w ręce syna Henryka warszawskiego aptekarza Ludwika Henryka Spiessa, który przeniósł tu produkcję z fabryki w Rudzie Guzowskiej. Paletę wyrobów rozszerzono o lakiery, pokosty i kwasy destylowane. Mniej więcej w tym czasie rozpoczęto przetwarzanie ziół leczniczych w preparaty medyczne. Po czternastu latach udziałowcem Ludwika został jego syn Stefan Spiess, wówczas nazwa firmy brzmiała „Zakłady Chemiczno-Techniczne Ludwik Spiess i syn”. Od 1885 uruchomiono produkcję żelatyny, rok później Stefan Spiess został jedynym właścicielem fabryki. Nie posiadał zdolności organizacyjnych, utracił zagraniczne rynki zbytu, co poskutkowało znacznym zmniejszeniem produkcji i zatrudnienia. Zmarł mając 46 lat w 1893, zaś jego ojciec Ludwik trzy lata później. Po śmierci Stefana jego majątek przeszedł w ręce jego żony Jadwigi z Simmlerów i trójki ich dzieci, zarządcą został najstarszy syn Ludwik. W 1899 doszło do połączenia Zakładów Chemiczno-Technicznych Ludwik Spiess i syn z Zakładem Zjednoczonych Aptekarzy, spółka przyjęła nazwę Warszawskie Towarzystwo Akcyjne Handlu Towarami Aptecznymi, Ludwik Spiess otrzymał stanowisko prezesa rady będąc jednocześnie dyrektorem naczelnym. W tym samym roku zarejestrowano znak ochronny „Spiess”.
W 1907 spadkobiercy Stefana Spiessa sprzedali część przedsiębiorstwa fabryce chemicznej „Strem”. W rękach Spiessów pozostała część produkująca kosmetyki i zakład galenowy. Wówczas podjęto decyzję o rozbudowie zakładu z nastawieniem na produkcję leków i preparatów farmaceutycznych, na rynek wprowadzono produkty, w których nazwie zawierało się nazwisko właścicieli, np. Baby Powder Spiess.
Takie ukierunkowanie działalności sprawiło, że zakład zaczął przeżywać intensywny rozwój. Od 1912 fabryka posiadała własne laboratorium naukowo-badawcze oraz zaczęła wydawać miesięcznik „Medicamenta nova” przeznaczony dla lekarzy (w późniejszych lata wydawano w sumie cztery czasopisma). Po zakończeniu działań wojennych odbudowano obiekty oraz wznowiono działanie linii produkcyjnych, produkty zaczęły być firmowane własną nazwą.
W 1922 uruchomiono kolejne wydziały i produkcję rozszerzono o produkty arseno-benzolowe, zmianie uległa nazwa i od tego czasu brzmiała „Przemysłowo Handlowe Zakłady Chemiczne Ludwik Spiess i Syn S.A w Warszawie”, ponad połowa akcji należała do kapitału francuskiego, a po 30% do rodziny Spiessów i drobnych akcjonariuszy. Zakłady nawiązały współpracę z francuską firmą „Les Etablissements Poulenc Freres”. Od 1929 w wydzielonej spółce „Antiba” produkowano wysokojakościowe kosmetyki wzorowane na francuskich. W latach 30. XX wieku zakłady Spiessa stały się największym producentem farmaceutyków w kraju, produkcja obejmowała polokainę, barbiturany, witaminę D2 i lanolinę. Było to możliwe dzięki silnemu dokapitalizowaniu przez akcjonariat francuski, który działał również w kierunku wejścia marki na rynek międzynarodowy. Zakłady Spiessa posiadały przedstawicielstwa w Czechach i Turcji. Od 1931 standaryzowano hormony męskie i żeńskie, a w 1936 wyprodukowano pierwsze w Polsce sulfonamidy. Po 1936 zauważalne stało się zmniejszenie akcjonariatu francuskiego, ale wówczas zakłady były już farmaceutyczną potęgą. W 1937 oferta zakładu obejmowała 220 produktów, a wartość produkcji przekraczała kwotę 7 mln ówczesnych złotych.
W czasie okupacji niemieckiej zakłady pracowały na rzecz III Rzeszy. W nocy z 29 na 30 kwietnia 1944 do fabryki weszła grupa kilkunastu żołnierzy Armii Krajowej pod dowództwem Stanisława Sosabowskiego ps. Stasinek, częściowo przebrana za gestapowców, i po sterroryzowaniu ochrony wywiozła samochodami opatrunki i środki lecznicze o wartości ok. 5 milionów złotych. 
Zakłady uległy w dużym stopniu zniszczeniu w 1944. Zostały odbudowane po nacjonalizacji (1945) jako Tarchomińskie Zakłady Farmaceutyczne Polfa.